# Université d'Aix-Marseille
Université d'Aix-Marseille je javno istraživačko sveučilište smješteno u regiji Provensa u južnoj Francuskoj.
AMU ima najveći proračun od svih akademskih institucija na francuskom govornom području, koji iznosi 750 milijuna eura.
Sveučilište je organizirano oko pet glavnih kampusa smještenih u Aix-en-Provenceu i Marseilleu.
AMU je dao mnoge zapažene diplomante iz područja prava, politike, poslovanja, znanosti, akademske zajednice i umjetnosti. Do danas, među diplomcima i profesorima sveučilišta su četiri nobelovca.

## Poznati maturanti
- Angus Maddison, britanski ekonomski povjesničar, analitičar i savjetnik

## Vanjske poveznice
- Službena stranica